# Tarik Elyounoussi
Tarik Elyounoussi (23 de febrer de 1988) és un futbolista noruec.
Comença la seua carrera professional al Fredrikstad el 2006. Ha jugat als clubs SC Heerenveen, Rosenborg, Hoffenheim, Olympiakos FC i AIK Solna.
Va debutar amb la selecció de Noruega el 2008. Va disputar 57 partits amb la selecció de Noruega.

## Estadístiques
| Selecció de Noruega | Selecció de Noruega | Selecció de Noruega |
| Anys                | Partits             | Gols                |
| ------------------- | ------------------- | ------------------- |
| 2008                | 3                   | 1                   |
| 2009                | 0                   | 0                   |
| 2010                | 0                   | 0                   |
| 2011                | 1                   | 0                   |
| 2012                | 9                   | 3                   |
| 2013                | 13                  | 2                   |
| 2014                | 8                   | 2                   |
| 2015                | 2                   | 0                   |
| 2016                | 1                   | 0                   |
| 2017                | 6                   | 0                   |
| 2018                | 7                   | 0                   |
| 2019                | 7                   | 1                   |
| Total               | 57                  | 9                   |